# Суматрански пругасти кунић
Суматрански пругасти кунић (Nesolagus netscheri) је врста двозупца из породице зечева. 

## Распрострањење
Суматрански пругасти кунић насељава Барисан планине на индонежанском острву Суматри, а примећен је и у другим деловима острва.

## Станиште
Суматрански пругасти кунић насељава шуме на надморској висини од 600 до 1.600 метара. Једна је од малог броја врста из реда Lagomorpha која живи у густим кишним шумама. Начешће насељава планинске шуме са вулканским земљиштем.

## Угроженост
Ова врста се сматра рањивом у погледу угрожености врсте од изумирања.

### Популациони тренд
Популациони тренд је за ову врсту непознат.